# 奥斯曼再益
奥斯曼·再益，亦称为奥斯曼惹益士，马来西亚政治人物，国阵巫统党员。曾经担任柔佛州议会副议长、1986年至2004年担任柔佛州议会实槟榔州议员、2004年至2013年担任柔佛州议会巫罗加什州议员，以及1981年至2013年担任巫统昔加末区部主席。

## 政治生涯
1986年大选，代表国阵巫统参加赢得柔佛州议会实槟榔议席。2004年大选，代表国阵巫统出战柔佛州议会巫罗加什议席，当选为巫罗加什州议员。2008年4月21日，继续担任柔佛州议会副议长。

## 政党职务
1981年至2013年，担任巫统昔加末区部主席。